# Baryancistrus niveatus
Baryancistrus niveatus — вид риб з роду Baryancistrus родини Лорікарієві ряду сомоподібні.

## Опис
Загальна довжина сягає 23,5 см. Голова доволі велика, трохи сплощена зверху. Ніс дещо витягнуто. Очі невеличкі, розташовані зверху голови. Рот становить собою присоску. З боків рота є 2 пари вусів. тулуб витягнутий, кремезний. Спинний плавець високий, широкий, довгий, майже сягає хвостового плавця. Жировий плавець маленький. Грудні плавці широкі, з короткою основою. Черевні плавці поступаються розміром останнім. Анальний плавець маленький. Хвостовий плавець широкий, усічений.
Забарвлення коричневе з круглими плямами блідо-жовтого кольору. В кожної особини розміри плям різні.

## Спосіб життя
Є демерсальною рибою. Воліє до прісної води. Трапляється у середній течії з піщаним ґрунтом. Вдень ховається серед корчів та заростей рослин. Активний у присмерку та вночі. Живиться водоростями, меншою мірою — дрібним безхребетними.

## Розповсюдження
Мешкає у річках Токантінс, Тапажос, Ірірі, Тромбетас, Шінгу.